# Abisara saleyra
Abisara saleyra är en fjärilsart som beskrevs av Hans Fruhstorfer 1912. Abisara saleyra ingår i släktet Abisara och familjen Riodinidae. Inga underarter finns listade i Catalogue of Life.